# Lyútibrod
Lyútibrod (en búlgaro: Лю̀тиброд) es un pueblo en el municipio de Mezdra, en la provincia de Vratsa, Bulgaria. Desde 2007 tiene una población de 452 habitantes. El pueblo está situado en el extremo norte del desfiladero de Iskar, en la margen derecha del río del mismo nombre. En la orilla opuesta del río esta la formación rocosa de Ritlite y el monasterio de Cherepish que se encuentra a varios kilómetros hacia el sur. El antiguo asentamiento de Korites, abandonado en el siglo XV, contiene las ruinas de cuatro iglesias medievales, incluyendo una basílica del siglo V.